# Gianluigi Donnarumma
Gianluigi Donnarumma (Castellammare di Stabia, 25 febbraio 1999) è un calciatore italiano, portiere del Paris Saint-Germain e della nazionale italiana, di cui è capitano e con cui è diventato campione d'Europa nel 2021.
Talento precoce, ha esordito in Serie A a 16 anni e 8 mesi, affermandosi immediatamente come portiere titolare del Milan, con cui ha vinto una Supercoppa italiana nel 2016. Dal 2021 milita nel Paris Saint-Germain, con cui ha vinto consecutivamente quattro campionati francesi (dal 2021-2022 al 2024-2025), due Coppe di Francia (nel 2023-2024 e 2024-2025) e tre Supercoppe francesi (dal 2022 al 2024), oltreché una UEFA Champions League (2024-2025).
Non ancora maggiorenne, nel 2015 ha debuttato nella nazionale under 21 e nel 2016 nella nazionale maggiore, diventandone velocemente il portiere titolare.
A livello individuale, nel 2021 è stato insignito del Trofeo Jašin come miglior portiere dell'anno e inserito nell'11 ideale del FIFA FIFPro World XI, mentre nel 2025 è stato inserito nella squadra della stagione della UEFA Champions League. È stato inoltre inserito nella squadra dell'anno AIC nel 2020 e premiato dalla Lega Serie A come miglior portiere del campionato 2020-2021, mentre con la nazionale è stato premiato come miglior giocatore di Euro 2020 e inserito nell'XI All Star Team della medesima edizione.

## Biografia
È fratello minore di Antonio, anch'egli portiere e, tra il 2017 e il 2021, anche suo compagno di squadra al Milan.
Dal 2017 è legato alla compagna Alessia: la coppia ha un figlio, nato nel 2024.

## Caratteristiche tecniche
Considerato fin dagli esordi uno dei maggiori talenti della sua generazione, è un portiere agile nonostante la notevole statura, dotato di buoni riflessi e abile anche con i piedi. Sicuro nelle uscite, sia alte sia basse, nonché nel dirigere la difesa, è inoltre avvezzo a parare i calci di rigore, sia in partita sia ancor più nelle serie dopo i supplementari.
Per via della veloce maturazione, che l'ha portato alla ribalta nazionale a poco più di 16 anni, è stato accostato da vari addetti ai lavori al già affermato Gianluigi Buffon, anche lui a suo tempo capace di bruciare le tappe. Dopo il passaggio dal Milan al Paris Saint-Germain, nei primi anni in Francia andò incontro a una fase di stanca in cui pareva destinato a mantenere solo parzialmente tali aspettative; al contrario, sotto la successiva gestione tecnica di Luis Enrique ha saputo assurgere definitivamente ai massimi livelli internazionali.

## Carriera

### Club

#### Milan

##### I primi anni
Cresciuto calcisticamente nella scuola calcio Club Napoli della natìa Castellammare di Stabia, nel 2013, quattordicenne, viene prelevato per 250 000 euro dal Milan, squadra della quale è sempre stato tifoso e nelle cui giovanili aveva già militato il fratello Antonio; nel vivaio rossonero, dal 2013 al 2015, gioca sempre con ragazzi più grandi di lui: dapprima nei Giovanissimi, poi negli Allievi e infine nei Primavera.
Nella stagione 2014-2015 è per la prima volta aggregato alla prima squadra, allenata da Filippo Inzaghi, andando in panchina in Serie A, grazie a una deroga della Federcalcio, a 15 anni e 11 mesi. Compiuti i 16 anni, firma con la società rossonera il primo contratto da professionista.
Promosso definitivamente in prima squadra nell'estate seguente, inizia la stagione 2015-2016 come terzo portiere, dietro al titolare designato Diego López e al secondo portiere Christian Abbiati. Anche grazie a un positivo precampionato, scala presto le gerarchie arrivando a esordire in massima serie il 25 ottobre 2015, nella partita casalinga vinta 2-1 contro il Sassuolo, scelto come titolare dall'allenatore rossonero Siniša Mihajlović: durante tale gara subisce il primo gol in Serie A da parte di Domenico Berardi. All'età di 16 anni e 8 mesi, è il secondo più giovane portiere milanista a esordire nella massima divisione italiana, superato per 13 giorni da Giuseppe Sacchi. Diventato il portiere titolare, il 31 gennaio 2016 viene schierato nel derby di Milano, vinto per 3-0 dai rossoneri, diventando il più giovane titolare di sempre nella stracittadina meneghina. Conclude la sua prima stagione da professionista disputando la finale di Coppa Italia, all'Olimpico di Roma, persa 0-1 contro la Juventus ai tempi supplementari.

##### Gli anni di Montella e Gattuso

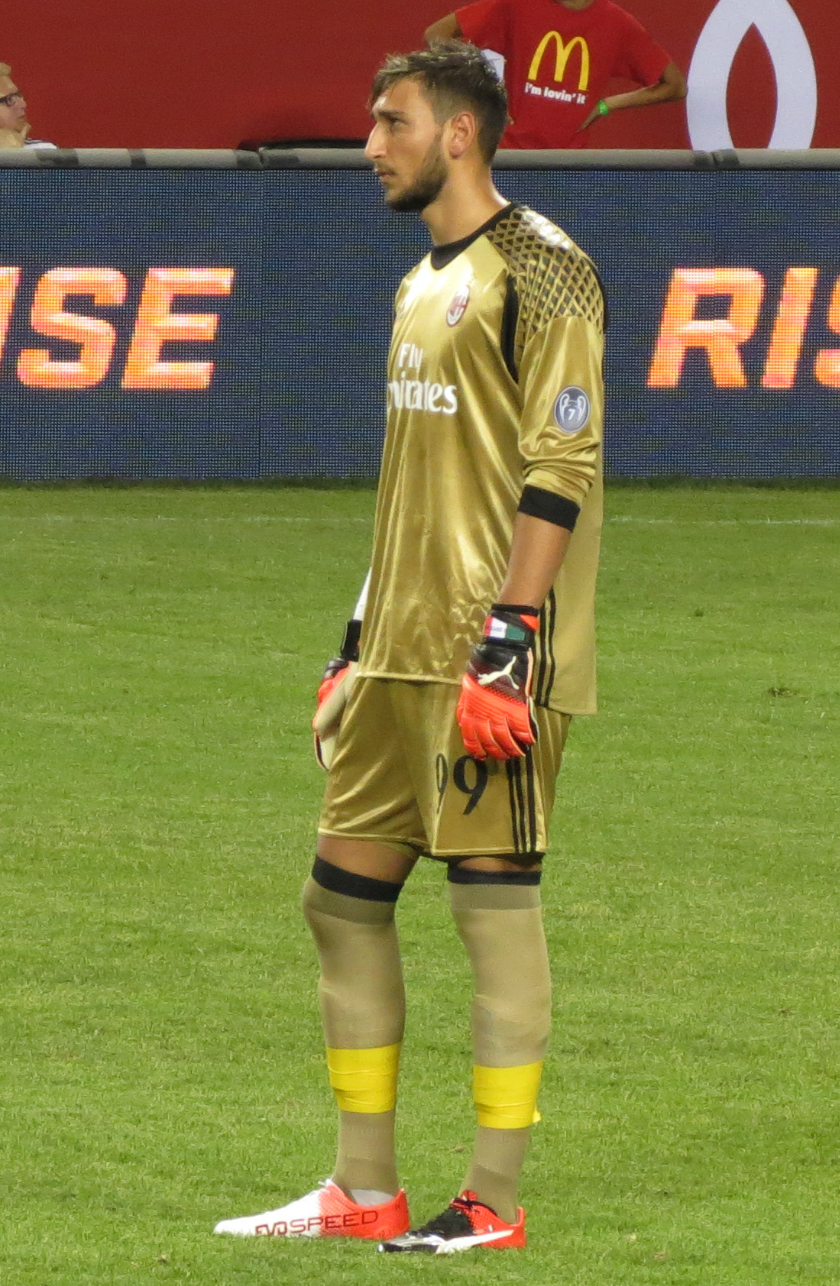
Donnarumma al Milan nel 2016

Alla prima giornata del campionato 2016-2017 para il suo primo calcio di rigore in Serie A, neutralizzando a San Siro il tiro di Andrea Belotti del Torino nella partita vinta 3-2 dal Milan: è il primo giocatore minorenne, nel secondo dopoguerra, capace di parare un penalty nel massimo campionato italiano (prima di lui ci riuscì Armando Fiorini nel 1931). Il 23 dicembre 2016 vince il suo primo trofeo, la Supercoppa italiana, in virtù della vittoria di Doha sulla Juventus maturata ai tiri di rigore, epilogo in cui Donnarumma è decisivo respingendo il tentativo di Paulo Dybala. Termina la seconda stagione in prima squadra giocando tutte le 38 partite di campionato da titolare.
Il 27 luglio 2017 fa il suo esordio nelle coppe confederali nella partita di andata del terzo turno preliminare di UEFA Europa League, vinta sul campo dei rumeni del U Craiova (1-0). Il 30 dicembre, nella gara contro la Fiorentina, diventa il più giovane giocatore della storia del Milan ad aver toccato quota 100 presenze con la maglia rossonera e il 15 aprile 2018, in occasione della partita contro il Napoli, diventa il calciatore più giovane di sempre a disputare 100 incontri in Serie A; per la seconda stagione consecutiva, infine, viene impiegato in tutte le 38 gare del campionato. Il 9 maggio seguente disputa ancora la finale di Coppa Italia, andando incontro tuttavia a una delle peggiori prestazioni della sua carriera: la squadra di Gennaro Gattuso si arrende nettamente 4-0 alla Juventus e proprio vari errori commessi dall'estremo difensore gravano sul pesante passivo dei suoi.
Superato questo inciampo, nella stagione 2018-2019 si conferma titolare della porta rossonera, vincendo presto la concorrenza del neoacquisto e più esperto Pepe Reina; non viene però utilizzato in UEFA Europa League, competizione per la quale Gattuso designa il portiere spagnolo. Nel gennaio 2019 scende in campo nella finale di Supercoppa italiana a Gedda, persa contro la Juventus.

##### Gli anni di Pioli
Ormai assurto tra i senatori della squadra nonostante la giovane età, il 21 luglio 2020 raggiunge le 200 gare ufficiali in rossonero, in occasione della vittoria di campionato 2-1 sul terreno del Sassuolo; tre giorni dopo, nel successivo turno casalingo di Serie A contro l'Atalanta terminato 1-1, scende in campo per la prima volta dal 1' con la fascia di capitano. A riprova di una costante crescita personale, a fine stagione viene inserito nella squadra dell'anno AIC.
La stagione 2020-2021 è positiva per Donnarumma sul piano sportivo, con il Milan che dopo quasi un decennio torna a lottare ai vertici del campionato chiudendo alla piazza d'onore, anche grazie alle sue convincenti prestazioni tra i pali, che gli valgono il riconoscimento di miglior portiere dell'annata da parte della Lega Serie A. In occasione del derby del 21 febbraio 2021, inoltre, raggiunge le 200 presenze in Serie A, tutte con il Milan: a 21 anni e 361 giorni è il più giovane calciatore di sempre a raggiungere questo traguardo nell'era dei tre punti a vittoria. A livello ambientale, invece, l'annata si rivela difficile per via dello stallo circa il rinnovo del contratto in scadenza col club milanese, fatto che, di settimana in settimana, pone l'estremo difensore in crescente contrasto con il tifo organizzato rossonero; la querelle si conclude con la decisione di Donnarumma di non accettare l'offerta della società e quindi di svincolarsi nell'estate seguente.
Le modalità dell'addio – non tanto per la scelta di lasciare il Milan quanto per quella di non rinnovare a priori il contratto, privando così la società di una sicura fonte di guadagno per la sua cessione – finiscono per inimicare definitivamente Donnarumma agli occhi del tifo milanese, non soltanto milanista, per gli anni a seguire; il portiere campano, da allora, sarà sempre pesantemente contestato ogni volta che si ritroverà a calcare il campo di San Siro, sia da avversario a livello di club sia con la maglia della nazionale.

#### Paris Saint-Germain

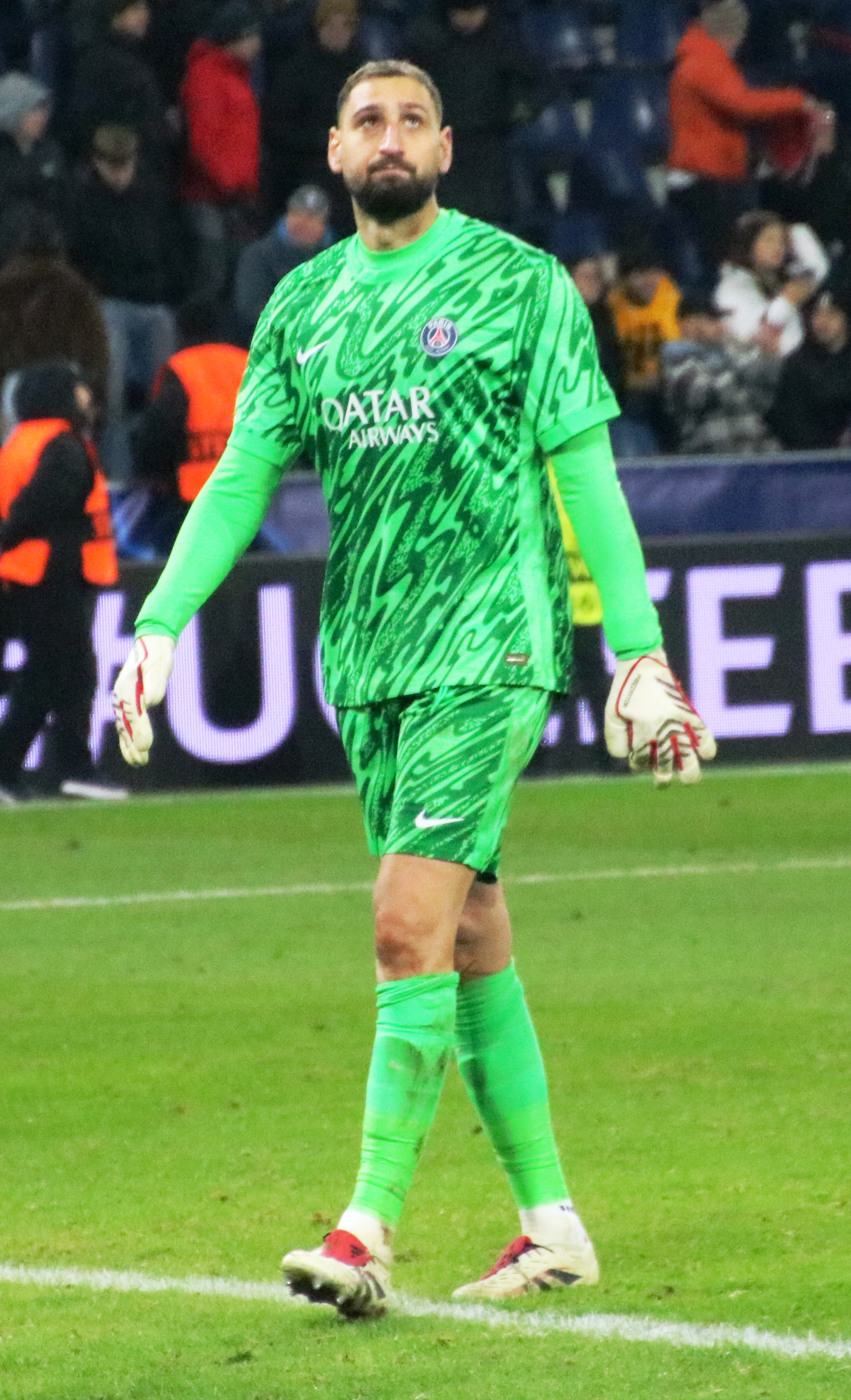
Donnarumma al Paris Saint-Germain nel 2024

Il 14 luglio 2021 viene ingaggiato dal club francese del Paris Saint-Germain. Debutta coi parigini e al contempo in Ligue 1 il successivo 11 settembre, nella vittoria casalinga contro il Clermont Foot (4-0), mentre il 28 dello stesso mese esordisce in UEFA Champions League, nella partita della fase a gironi vinta per 2-0 contro il Manchester City al Parco dei Principi; l'esperienza oltralpe, tuttavia, comincia in salita per il portiere italiano, incapace nell'immediato di insidiare la titolarità del più anziano Keylor Navas agli occhi del tecnico Mauricio Pochettino, il quale, nel prosieguo dell'annata, mette in atto una rigida alternanza tra i due estremi difensori. Al termine della sua prima stagione in terra francese, Donnarumma si fregia comunque della vittoria del campionato, il primo in carriera per il portiere italiano.
Nell'estate 2022, l'arrivo a Parigi del nuovo allenatore Christophe Galtier porta a rivedere le gerarchie della porta Rouge-et-Bleu e Donnarumma viene promosso stabilmente a titolare, ruolo mantenuto anche sotto la successiva gestione tecnica di Luis Enrique. Negli anni seguenti l'estremo difensore contribuisce alle vittorie consecutive di altri tre titoli nazionali (dal 2022-2023 al 2024-2025), di due Coppe di Francia (nel 2023-2024 e 2024-2025) e di tre Supercoppe di Francia (dal 2022 al 2024); nella stagione 2024-2025 in particolare, nonostante una flessione autunnale che porta Enrique a preferirgli temporaneamente la riserva Matvej Safonov, nelle settimane seguenti l'italiano recupera la titolarità e, con prestazioni di livello in campo europeo, emerge tra i protagonisti della prima UEFA Champions League nella storia del club parigino.
Ciò nonostante nell'estate del 2025, con il contratto in scadenza e complice l'arrivo in rosa di Lucas Chevalier, su cui Enrique sceglie di puntare, Donnarumma entra in rotta con la società e non viene convocato per il primo impegno della stagione, la Supercoppa UEFA contro il Tottenham.

### Nazionale

#### Nazionali giovanili
Dopo aver giocato con le nazionali under 15 e under 16 nel 2014, Donnarumma diventa il portiere titolare dell'under 17 con la quale nel 2015 disputa l'europeo di categoria collezionando 5 presenze, dopo le 3 partite già giocate nelle qualificazioni. In questa manifestazione (nella quale l'Italia viene eliminata ai quarti di finale) si mette in luce tra i migliori portieri, insieme al francese Luca Zidane.
Il 5 novembre 2015 è convocato per la prima volta in under 21 dal commissario tecnico Luigi Di Biagio per le partite contro Serbia e Lituania, nelle quali non viene impiegato. Debutta il 24 marzo 2016, nella vittoriosa trasferta contro l'Irlanda (1-4) disputata a Waterford e valevole per le qualificazioni all'europeo di categoria, diventando a 17 anni e 28 giorni il più giovane esordiente nella storia degli azzurrini. L'anno successivo prende parte da titolare alla fase finale del suddetto torneo: subisce 6 gol nelle 4 partite disputate dall'Italia, che viene eliminata in semifinale dalla Spagna.

#### Nazionale maggiore

##### 2016-2020
Il 27 agosto 2016 viene convocato per la prima volta in nazionale maggiore dal commissario tecnico Gian Piero Ventura, in occasione dell'amichevole contro la Francia e della successiva gara di qualificazione al campionato del mondo 2018 contro Israele. Debutta il 1º settembre 2016, subentrando al 46' al posto di Gianluigi Buffon durante l'amichevole persa per 3-1 contro i Bleus: scendendo in campo a 17 anni e 189 giorni, Donnarumma diviene il più giovane portiere ad aver vestito la maglia azzurra, superando dopo 104 anni il primato detenuto da Piero Campelli. Il 28 marzo 2017, giocando da titolare l'amichevole di Amsterdam vinta 2-1 contro i Paesi Bassi, diventa inoltre il più giovane portiere azzurro sceso in campo dal 1'.
Dopo il mancato approdo alla fase finale del mondiale 2018, che sancisce la fine della gestione Ventura, Donnarumma è confermato nel gruppo azzurro dal nuovo selezionatore Roberto Mancini. Nel settembre 2018 esordisce nella neonata UEFA Nations League in occasione del pareggio con la Polonia (1-1) a Bologna, e disputa da titolare tutte le restanti gare della fase a gironi. Nelle successive qualificazioni europee ottiene 5 presenze, alternandosi a difesa della porta azzurra con Salvatore Sirigu.
Nel 2020 consolida il suo ruolo di numero uno azzurro disputando tutte le gare dell'Italia nella fase a gironi della UEFA Nations League 2020-2021, edizione che vede la nazionale conquistare l'accesso alla final four per il titolo.

##### 2021-

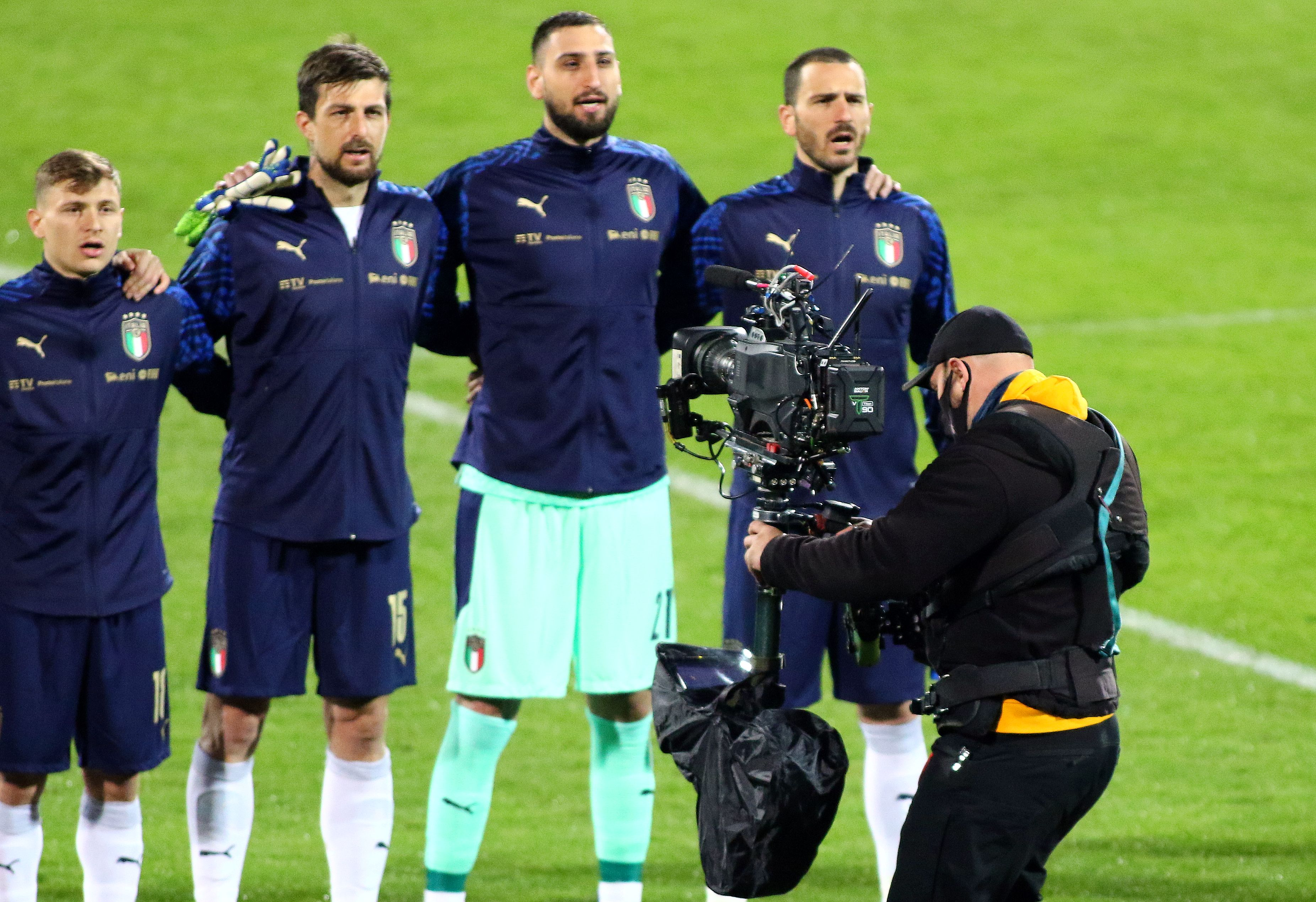
Da sinistra: Barella, Acerbi, Donnarumma e il capitano azzurro Bonucci cantano l'inno italiano prima della gara contro la del 28 marzo 2021.

Convocato per la fase finale del campionato d'Europa 2020, posticipato all'estate 2021 a causa della pandemia di COVID-19, viene schierato da titolare in tutte le partite disputate dall'Italia, assurgendo tra i protagonisti del successo azzurro – oltre a guadagnarsi il premio di miglior giocatore e l'inserimento nell'XI All Star Team dell'edizione –: dapprima mantiene inviolata la porta azzurra per l'intera fase a gironi (ruolino fino a quel momento mai riuscito ad alcuna nazionale nella storia dell'europeo), mentre nella successiva fase a eliminazione diretta è determinante sia nella semifinale contro la Spagna, dove nell'epilogo ai tiri di rigore neutralizza il tentativo di Álvaro Morata, sia nella finale dell'11 luglio a Wembley contro i padroni di casa dell'Inghilterra, ugualmente conclusasi dal dischetto, respingendo questa volta due rigori tra cui l'ultimo, quello decisivo di Bukayo Saka, parata che vale il secondo titolo continentale nella storia azzurra.
Convocato nell'autunno seguente per la fase finale della UEFA Nations League 2020-2021 ospitata dall'Italia, contribuisce al terzo posto azzurro nell'edizione: proprio in occasione della finale di consolazione vinta per 2-1 contro il Belgio allo Juventus Stadium di Torino, all'età di 22 anni, 7 mesi e 15 giorni scende in campo per la prima volta con la fascia da capitano, il più giovane per la nazionale maggiore dal 1965. Come tutto il resto del gruppo azzurro, nei mesi seguenti anche Donnarumma rimane coinvolto nelle difficoltà incontrate dalla nazionale nel post-europeo: è in campo sia il 24 marzo 2022 a Palermo, nella semifinale degli spareggi per la qualificazione al campionato del mondo 2022, persa 1-0 contro la Macedonia del Nord, che sancisce l'eliminazione italiana, sia il successivo 1º giugno a Wembley per la finalissima della Coppa dei Campioni CONMEBOL-UEFA, persa 0-3 contro i campioni del Sudamerica dell'Argentina.

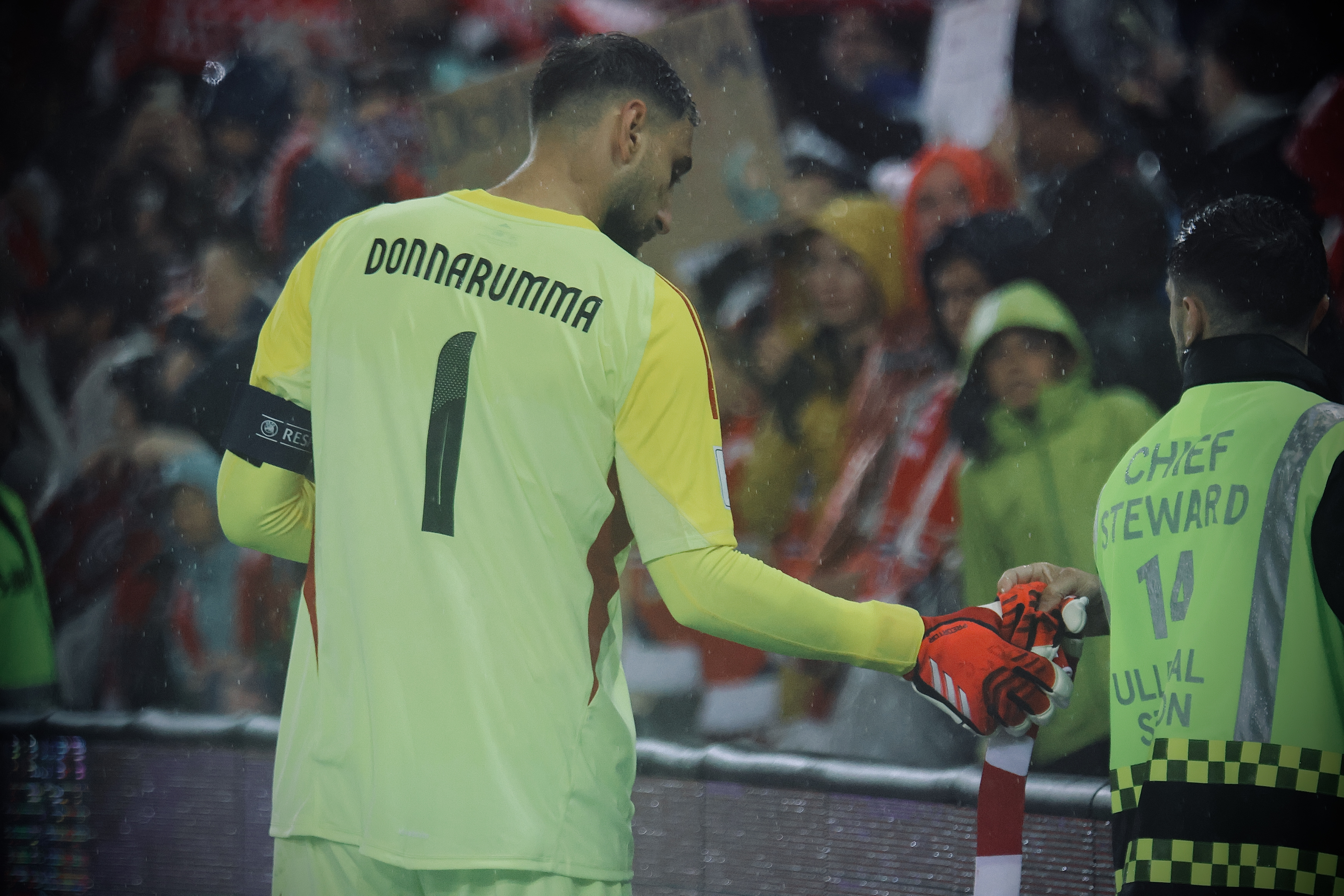
Donnarumma numero uno della nazionale nel 2025

Nel giugno 2023 è tra i convocati per la fase finale della UEFA Nations League 2022-2023, ospitata dai Paesi Bassi: difende la porta azzurra sia nella sconfitta 1-2 in semifinale contro la Spagna sia nella successiva vittoria 3-2 contro i padroni di casa, che vale il terzo posto finale degli azzurri.
Con l'arrivo di Luciano Spalletti sulla panchina azzurra, nell'autunno seguente è de facto il capitano azzurro nella fase conclusiva delle qualificazioni al campionato d'Europa 2024, stante l'assenza del capitano designato Ciro Immobile. Alla vigilia della fase finale dell'europeo, Spalletti ne ufficializza la nomina a capitano: viene impiegato da titolare in tutte le gare giocate dall'Italia, eliminata agli ottavi di finale dalla Svizzera.

## Statistiche

### Presenze e reti nei club
Statistiche aggiornate al 13 luglio 2025.
| Stagione                   | Squadra                    | Campionato                 | Campionato | Campionato | Coppe nazionali | Coppe nazionali | Coppe nazionali | Coppe continentali | Coppe continentali | Coppe continentali | Altre coppe | Altre coppe | Altre coppe | Totale | Totale | Totale |
| Stagione                   | Squadra                    | Comp                       | Pres       | Reti       | Comp            | Pres            | Reti            | Comp               | Pres               | Reti               | Comp        | Pres        | Reti        | Pres   | Reti   |        |
| -------------------------- | -------------------------- | -------------------------- | ---------- | ---------- | --------------- | --------------- | --------------- | ------------------ | ------------------ | ------------------ | ----------- | ----------- | ----------- | ------ | ------ | ------ |
| 2015-2016                  | Milan                      | A                          | 30         | -29        | CI              | 1               | -1              | -                  | -                  | -                  | -           | -           | -           | 31     | -30    |        |
| 2016-2017                  | Milan                      | A                          | 38         | -45        | CI              | 2               | -3              | -                  | -                  | -                  | SI          | 1           | -1          | 41     | -49    |        |
| 2017-2018                  | Milan                      | A                          | 38         | -42        | CI              | 4               | -4              | UEL                | 11                 | -9                 | -           | -           | -           | 53     | -55    |        |
| 2018-2019                  | Milan                      | A                          | 36         | -31        | CI              | 2               | 0               | UEL                | 0                  | 0                  | SI          | 1           | -1          | 39     | -32    |        |
| 2019-2020                  | Milan                      | A                          | 36         | -42        | CI              | 3               | -3              | -                  | -                  | -                  | -           | -           | -           | 39     | -45    |        |
| 2020-2021                  | Milan                      | A                          | 37         | -38        | CI              | 0               | 0               | UEL                | 11                 | -16                | -           | -           | -           | 48     | -54    |        |
| Totale Milan               | Totale Milan               | Totale Milan               | 215        | -227       |                 | 12              | -11             |                    | 22                 | -25                |             | 2           | -2          | 251    | -265   |        |
| 2021-2022                  | Paris Saint-Germain        | L1                         | 17         | -17        | CF              | 2               | 0               | UCL                | 5                  | -6                 | SF          | -           | -           | 24     | -23    |        |
| 2022-2023                  | Paris Saint-Germain        | L1                         | 38         | -40        | CF              | 1               | -2              | UCL                | 8                  | -10                | SF          | 1           | 0           | 48     | -52    |        |
| 2023-2024                  | Paris Saint-Germain        | L1                         | 25         | -20        | CF              | 4               | -3              | UCL                | 12                 | -15                | SF          | 1           | 0           | 42     | -38    |        |
| 2024-2025                  | Paris Saint-Germain        | L1                         | 24         | -25        | CF              | 0               | 0               | UCL                | 15                 | -14                | SF+Cmc      | 1+7         | 0 + -4      | 46     | -43    |        |
| Totale Paris Saint-Germain | Totale Paris Saint-Germain | Totale Paris Saint-Germain | 104        | -102       |                 | 7               | -5              |                    | 40                 | -46                |             | 10          | -4          | 161    | -156   |        |
| Totale carriera            | Totale carriera            | Totale carriera            | 319        | -329       |                 | 19              | -16             |                    | 62                 | -71                |             | 12          | -6          | 412    | -421   |        |

### Cronologia presenze e reti in nazionale
| Cronologia completa delle presenze e delle reti in nazionale ― Italia | Cronologia completa delle presenze e delle reti in nazionale ― Italia | Cronologia completa delle presenze e delle reti in nazionale ― Italia | Cronologia completa delle presenze e delle reti in nazionale ― Italia | Cronologia completa delle presenze e delle reti in nazionale ― Italia | Cronologia completa delle presenze e delle reti in nazionale ― Italia | Cronologia completa delle presenze e delle reti in nazionale ― Italia | Cronologia completa delle presenze e delle reti in nazionale ― Italia |
| Data                                                                  | Città                                                                 | In casa                                                               | Risultato                                                             | Ospiti                                                                | Competizione                                                          | Reti                                                                  | Note                                                                  |
| --------------------------------------------------------------------- | --------------------------------------------------------------------- | --------------------------------------------------------------------- | --------------------------------------------------------------------- | --------------------------------------------------------------------- | --------------------------------------------------------------------- | --------------------------------------------------------------------- | --------------------------------------------------------------------- |
| 1-9-2016                                                              | Bari                                                                  | Italia                                                                | 1 – 3                                                                 | Francia                                                               | Amichevole                                                            | -1                                                                    | 46’                                                                   |
| 15-11-2016                                                            | Milano                                                                | Italia                                                                | 0 – 0                                                                 | Germania                                                              | Amichevole                                                            | -                                                                     | 46’                                                                   |
| 28-3-2017                                                             | Amsterdam                                                             | Paesi Bassi                                                           | 1 – 2                                                                 | Italia                                                                | Amichevole                                                            | -1                                                                    |                                                                       |
| 7-6-2017                                                              | Nizza                                                                 | Italia                                                                | 3 – 0                                                                 | Uruguay                                                               | Amichevole                                                            | -                                                                     |                                                                       |
| 27-3-2018                                                             | Londra                                                                | Inghilterra                                                           | 1 – 1                                                                 | Italia                                                                | Amichevole                                                            | -1                                                                    |                                                                       |
| 28-5-2018                                                             | San Gallo                                                             | Italia                                                                | 2 – 1                                                                 | Arabia Saudita                                                        | Amichevole                                                            | -1                                                                    |                                                                       |
| 7-9-2018                                                              | Bologna                                                               | Italia                                                                | 1 – 1                                                                 | Polonia                                                               | UEFA Nations League 2018-2019 - 1º turno                              | -1                                                                    |                                                                       |
| 10-9-2018                                                             | Lisbona                                                               | Portogallo                                                            | 1 – 0                                                                 | Italia                                                                | UEFA Nations League 2018-2019 - 1º turno                              | -1                                                                    |                                                                       |
| 10-10-2018                                                            | Genova                                                                | Italia                                                                | 1 – 1                                                                 | Ucraina                                                               | Amichevole                                                            | -1                                                                    |                                                                       |
| 14-10-2018                                                            | Chorzów                                                               | Polonia                                                               | 0 – 1                                                                 | Italia                                                                | UEFA Nations League 2018-2019 - 1º turno                              | -                                                                     |                                                                       |
| 17-11-2018                                                            | Milano                                                                | Italia                                                                | 0 – 0                                                                 | Portogallo                                                            | UEFA Nations League 2018-2019 - 1º turno                              | -                                                                     |                                                                       |
| 23-3-2019                                                             | Udine                                                                 | Italia                                                                | 2 – 0                                                                 | Finlandia                                                             | Qual. Euro 2020                                                       | -                                                                     |                                                                       |
| 5-9-2019                                                              | Erevan                                                                | Armenia                                                               | 1 – 3                                                                 | Italia                                                                | Qual. Euro 2020                                                       | -1                                                                    |                                                                       |
| 8-9-2019                                                              | Tampere                                                               | Finlandia                                                             | 1 – 2                                                                 | Italia                                                                | Qual. Euro 2020                                                       | -1                                                                    | 71’                                                                   |
| 12-10-2019                                                            | Roma                                                                  | Italia                                                                | 2 – 0                                                                 | Grecia                                                                | Qual. Euro 2020                                                       | -                                                                     |                                                                       |
| 15-11-2019                                                            | Zenica                                                                | Bosnia ed Erzegovina                                                  | 0 – 3                                                                 | Italia                                                                | Qual. Euro 2020                                                       | -                                                                     | 88’                                                                   |
| 4-9-2020                                                              | Firenze                                                               | Italia                                                                | 1 – 1                                                                 | Bosnia ed Erzegovina                                                  | UEFA Nations League 2020-2021 - 1º turno                              | -1                                                                    |                                                                       |
| 7-9-2020                                                              | Amsterdam                                                             | Paesi Bassi                                                           | 0 – 1                                                                 | Italia                                                                | UEFA Nations League 2020-2021 - 1º turno                              | -                                                                     |                                                                       |
| 11-10-2020                                                            | Danzica                                                               | Polonia                                                               | 0 – 0                                                                 | Italia                                                                | UEFA Nations League 2020-2021 - 1º turno                              | -                                                                     |                                                                       |
| 14-10-2020                                                            | Bergamo                                                               | Italia                                                                | 1 – 1                                                                 | Paesi Bassi                                                           | UEFA Nations League 2020-2021 - 1º turno                              | -1                                                                    |                                                                       |
| 15-11-2020                                                            | Reggio Emilia                                                         | Italia                                                                | 2 – 0                                                                 | Polonia                                                               | UEFA Nations League 2020-2021 - 1º turno                              | -                                                                     |                                                                       |
| 18-11-2020                                                            | Sarajevo                                                              | Bosnia ed Erzegovina                                                  | 0 – 2                                                                 | Italia                                                                | UEFA Nations League 2020-2021 - 1º turno                              | -                                                                     |                                                                       |
| 25-3-2021                                                             | Parma                                                                 | Italia                                                                | 2 – 0                                                                 | Irlanda del Nord                                                      | Qual. Mondiali 2022                                                   | -                                                                     |                                                                       |
| 28-3-2021                                                             | Sofia                                                                 | Bulgaria                                                              | 0 – 2                                                                 | Italia                                                                | Qual. Mondiali 2022                                                   | -                                                                     |                                                                       |
| 31-3-2021                                                             | Vilnius                                                               | Lituania                                                              | 0 – 2                                                                 | Italia                                                                | Qual. Mondiali 2022                                                   | -                                                                     |                                                                       |
| 4-6-2021                                                              | Bologna                                                               | Italia                                                                | 4 – 0                                                                 | Rep. Ceca                                                             | Amichevole                                                            | -                                                                     |                                                                       |
| 11-6-2021                                                             | Roma                                                                  | Turchia                                                               | 0 – 3                                                                 | Italia                                                                | Euro 2020 - 1º turno                                                  | -                                                                     |                                                                       |
| 16-6-2021                                                             | Roma                                                                  | Italia                                                                | 3 – 0                                                                 | Svizzera                                                              | Euro 2020 - 1º turno                                                  | -                                                                     |                                                                       |
| 20-6-2021                                                             | Roma                                                                  | Italia                                                                | 1 – 0                                                                 | Galles                                                                | Euro 2020 - 1º turno                                                  | -                                                                     | 89’                                                                   |
| 26-6-2021                                                             | Londra                                                                | Italia                                                                | 2 – 1 dts                                                             | Austria                                                               | Euro 2020 - Ottavi di finale                                          | -1                                                                    |                                                                       |
| 2-7-2021                                                              | Monaco di Baviera                                                     | Belgio                                                                | 1 – 2                                                                 | Italia                                                                | Euro 2020 - Quarti di finale                                          | -1                                                                    |                                                                       |
| 6-7-2021                                                              | Londra                                                                | Italia                                                                | 1 – 1 dts (4 – 2 dtr)                                                 | Spagna                                                                | Euro 2020 - Semifinale                                                | -1                                                                    |                                                                       |
| 11-7-2021                                                             | Londra                                                                | Italia                                                                | 1 – 1 dts (3 – 2 dtr)                                                 | Inghilterra                                                           | Euro 2020 - Finale                                                    | -1                                                                    |                                                                       |
| 2-9-2021                                                              | Firenze                                                               | Italia                                                                | 1 – 1                                                                 | Bulgaria                                                              | Qual. Mondiali 2022                                                   | -1                                                                    |                                                                       |
| 5-9-2021                                                              | Basilea                                                               | Svizzera                                                              | 0 – 0                                                                 | Italia                                                                | Qual. Mondiali 2022                                                   | -                                                                     |                                                                       |
| 8-9-2021                                                              | Reggio Emilia                                                         | Italia                                                                | 5 – 0                                                                 | Lituania                                                              | Qual. Mondiali 2022                                                   | -                                                                     | 46’                                                                   |
| 6-10-2021                                                             | Milano                                                                | Italia                                                                | 1 – 2                                                                 | Spagna                                                                | UEFA Nations League 2020-2021 - Semifinale                            | -2                                                                    |                                                                       |
| 10-10-2021                                                            | Torino                                                                | Italia                                                                | 2 – 1                                                                 | Belgio                                                                | UEFA Nations League 2020-2021 - Finale 3º posto                       | -1                                                                    | Cap.                                                                  |
| 12-11-2021                                                            | Roma                                                                  | Italia                                                                | 1 – 1                                                                 | Svizzera                                                              | Qual. Mondiali 2022                                                   | -1                                                                    |                                                                       |
| 15-11-2021                                                            | Belfast                                                               | Irlanda del Nord                                                      | 0 – 0                                                                 | Italia                                                                | Qual. Mondiali 2022                                                   | -                                                                     |                                                                       |
| 24-3-2022                                                             | Palermo                                                               | Italia                                                                | 0 – 1                                                                 | Macedonia del Nord                                                    | Qual. Mondiali 2022                                                   | -1                                                                    |                                                                       |
| 29-3-2022                                                             | Konya                                                                 | Turchia                                                               | 2 – 3                                                                 | Italia                                                                | Amichevole                                                            | -2                                                                    |                                                                       |
| 1-6-2022                                                              | Londra                                                                | Italia                                                                | 0 – 3                                                                 | Argentina                                                             | Coppa dei Campioni CONMEBOL-UEFA                                      | -3                                                                    |                                                                       |
| 4-6-2022                                                              | Bologna                                                               | Italia                                                                | 1 – 1                                                                 | Germania                                                              | UEFA Nations League 2022-2023 - 1º turno                              | -1                                                                    |                                                                       |
| 7-6-2022                                                              | Cesena                                                                | Italia                                                                | 2 – 1                                                                 | Ungheria                                                              | UEFA Nations League 2022-2023 - 1º turno                              | -1                                                                    | Cap.                                                                  |
| 11-6-2022                                                             | Wolverhampton                                                         | Inghilterra                                                           | 0 – 0                                                                 | Italia                                                                | UEFA Nations League 2022-2023 - 1º turno                              | -                                                                     | Cap.                                                                  |
| 14-6-2022                                                             | Mönchengladbach                                                       | Germania                                                              | 5 – 2                                                                 | Italia                                                                | UEFA Nations League 2022-2023 - 1º turno                              | -5                                                                    | Cap.                                                                  |
| 23-9-2022                                                             | Milano                                                                | Italia                                                                | 1 – 0                                                                 | Inghilterra                                                           | UEFA Nations League 2022-2023 - 1º turno                              | -                                                                     |                                                                       |
| 26-9-2022                                                             | Budapest                                                              | Ungheria                                                              | 0 – 2                                                                 | Italia                                                                | UEFA Nations League 2022-2023 - 1º turno                              | -                                                                     |                                                                       |
| 20-11-2022                                                            | Vienna                                                                | Austria                                                               | 2 – 0                                                                 | Italia                                                                | Amichevole                                                            | -2                                                                    |                                                                       |
| 23-3-2023                                                             | Napoli                                                                | Italia                                                                | 1 – 2                                                                 | Inghilterra                                                           | Qual. Euro 2024                                                       | -2                                                                    |                                                                       |
| 26-3-2023                                                             | Ta' Qali                                                              | Malta                                                                 | 0 – 2                                                                 | Italia                                                                | Qual. Euro 2024                                                       | -                                                                     | Cap.                                                                  |
| 15-6-2023                                                             | Enschede                                                              | Spagna                                                                | 2 – 1                                                                 | Italia                                                                | UEFA Nations League 2022-2023 - Semifinale                            | -2                                                                    |                                                                       |
| 18-6-2023                                                             | Enschede                                                              | Paesi Bassi                                                           | 2 – 3                                                                 | Italia                                                                | UEFA Nations League 2022-2023 - Finale 3º posto                       | -2                                                                    | Cap.                                                                  |
| 9-9-2023                                                              | Skopje                                                                | Macedonia del Nord                                                    | 1 – 1                                                                 | Italia                                                                | Qual. Euro 2024                                                       | -1                                                                    |                                                                       |
| 12-9-2023                                                             | Milano                                                                | Italia                                                                | 2 – 1                                                                 | Ucraina                                                               | Qual. Euro 2024                                                       | -1                                                                    | Cap.                                                                  |
| 14-10-2023                                                            | Bari                                                                  | Italia                                                                | 4 – 0                                                                 | Malta                                                                 | Qual. Euro 2024                                                       | -                                                                     | Cap.                                                                  |
| 17-10-2023                                                            | Londra                                                                | Inghilterra                                                           | 3 – 1                                                                 | Italia                                                                | Qual. Euro 2024                                                       | -3                                                                    | Cap.                                                                  |
| 17-11-2023                                                            | Roma                                                                  | Italia                                                                | 5 – 2                                                                 | Macedonia del Nord                                                    | Qual. Euro 2024                                                       | -2                                                                    | Cap.                                                                  |
| 20-11-2023                                                            | Leverkusen                                                            | Ucraina                                                               | 0 – 0                                                                 | Italia                                                                | Qual. Euro 2024                                                       | -                                                                     | Cap.                                                                  |
| 21-3-2024                                                             | Fort Lauderdale                                                       | Venezuela                                                             | 1 – 2                                                                 | Italia                                                                | Amichevole                                                            | -1                                                                    | Cap.                                                                  |
| 9-6-2024                                                              | Empoli                                                                | Italia                                                                | 1 – 0                                                                 | Bosnia ed Erzegovina                                                  | Amichevole                                                            | -                                                                     | Cap.                                                                  |
| 15-6-2024                                                             | Dortmund                                                              | Italia                                                                | 2 – 1                                                                 | Albania                                                               | Euro 2024 - 1º turno                                                  | -1                                                                    | Cap.                                                                  |
| 20-6-2024                                                             | Gelsenkirchen                                                         | Spagna                                                                | 1 – 0                                                                 | Italia                                                                | Euro 2024 - 1º turno                                                  | -1                                                                    | Cap. 15’                                                              |
| 24-6-2024                                                             | Lipsia                                                                | Croazia                                                               | 1 – 1                                                                 | Italia                                                                | Euro 2024 - 1º turno                                                  | -1                                                                    | Cap.                                                                  |
| 29-6-2024                                                             | Berlino                                                               | Svizzera                                                              | 2 – 0                                                                 | Italia                                                                | Euro 2024 - Ottavi di finale                                          | -2                                                                    | Cap.                                                                  |
| 6-9-2024                                                              | Parigi                                                                | Francia                                                               | 1 – 3                                                                 | Italia                                                                | UEFA Nations League 2024-2025 - 1º turno                              | -1                                                                    | Cap.                                                                  |
| 9-9-2024                                                              | Budapest                                                              | Israele                                                               | 1 – 2                                                                 | Italia                                                                | UEFA Nations League 2024-2025 - 1º turno                              | -1                                                                    | Cap.                                                                  |
| 10-10-2024                                                            | Roma                                                                  | Italia                                                                | 2 – 2                                                                 | Belgio                                                                | UEFA Nations League 2024-2025 - 1º turno                              | -2                                                                    | Cap. 90’                                                              |
| 14-11-2024                                                            | Bruxelles                                                             | Belgio                                                                | 0 – 1                                                                 | Italia                                                                | UEFA Nations League 2024-2025 - 1º turno                              | -                                                                     | Cap.                                                                  |
| 20-3-2025                                                             | Milano                                                                | Italia                                                                | 1 – 2                                                                 | Germania                                                              | UEFA Nations League 2024-2025 - Quarti di finale                      | -2                                                                    | Cap.                                                                  |
| 23-3-2025                                                             | Dortmund                                                              | Germania                                                              | 3 – 3                                                                 | Italia                                                                | UEFA Nations League 2024-2025 - Quarti di finale                      | -3                                                                    | Cap.                                                                  |
| 6-6-2025                                                              | Oslo                                                                  | Norvegia                                                              | 3 – 0                                                                 | Italia                                                                | Qual. Mondiali 2026                                                   | -3                                                                    | Cap.                                                                  |
| 9-6-2025                                                              | Reggio Emilia                                                         | Italia                                                                | 2 – 0                                                                 | Moldavia                                                              | Qual. Mondiali 2026                                                   | -                                                                     | Cap.                                                                  |
| Totale                                                                |                                                                       | Presenze (18º posto)                                                  | 74                                                                    |                                                                       | Reti                                                                  | -66                                                                   |                                                                       |

| Cronologia completa delle presenze e delle reti in nazionale ― Italia under 21 | Cronologia completa delle presenze e delle reti in nazionale ― Italia under 21 | Cronologia completa delle presenze e delle reti in nazionale ― Italia under 21 | Cronologia completa delle presenze e delle reti in nazionale ― Italia under 21 | Cronologia completa delle presenze e delle reti in nazionale ― Italia under 21 | Cronologia completa delle presenze e delle reti in nazionale ― Italia under 21 | Cronologia completa delle presenze e delle reti in nazionale ― Italia under 21 | Cronologia completa delle presenze e delle reti in nazionale ― Italia under 21 |
| Data                                                                           | Città                                                                          | In casa                                                                        | Risultato                                                                      | Ospiti                                                                         | Competizione                                                                   | Reti                                                                           | Note                                                                           |
| ------------------------------------------------------------------------------ | ------------------------------------------------------------------------------ | ------------------------------------------------------------------------------ | ------------------------------------------------------------------------------ | ------------------------------------------------------------------------------ | ------------------------------------------------------------------------------ | ------------------------------------------------------------------------------ | ------------------------------------------------------------------------------ |
| 24-3-2016                                                                      | Waterford                                                                      | Irlanda under 21                                                               | 1 – 4                                                                          | Italia under 21                                                                | Qual. Europeo Under-21 2017                                                    | -1                                                                             |                                                                                |
| 29-3-2016                                                                      | Andorra la Vella                                                               | Andorra under 21                                                               | 0 – 1                                                                          | Italia under 21                                                                | Qual. Europeo Under-21 2017                                                    | -                                                                              |                                                                                |
| 10-8-2016                                                                      | San Benedetto del Tronto                                                       | Italia under 21                                                                | 0 – 0                                                                          | Albania under 21                                                               | Amichevole                                                                     | -                                                                              | 46’                                                                            |
| 18-6-2017                                                                      | Cracovia                                                                       | Danimarca under 21                                                             | 0 – 2                                                                          | Italia under 21                                                                | Europeo Under-21 2017 - 1º turno                                               | -                                                                              |                                                                                |
| 21-6-2017                                                                      | Tychy                                                                          | Rep. Ceca under 21                                                             | 3 – 1                                                                          | Italia under 21                                                                | Europeo Under-21 2017 - 1º turno                                               | -3                                                                             |                                                                                |
| 24-6-2017                                                                      | Cracovia                                                                       | Italia under 21                                                                | 1 – 0                                                                          | Germania under 21                                                              | Europeo Under-21 2017 - 1º turno                                               | -                                                                              |                                                                                |
| 27-6-2017                                                                      | Cracovia                                                                       | Italia under 21                                                                | 1 – 3                                                                          | Spagna under 21                                                                | Europeo Under-21 2017 - Semifinale                                             | -3                                                                             |                                                                                |
| Totale                                                                         |                                                                                | Presenze                                                                       | 7                                                                              |                                                                                | Reti                                                                           | -7                                                                             |                                                                                |

### Record
- Più giovane esordiente nella storia della nazionale under 21 italiana (17 anni e 28 giorni).[78]
- Più giovane portiere ad aver esordito nella nazionale italiana (17 anni e 189 giorni).[81]
- Più giovane portiere sceso in campo da titolare con la nazionale italiana (18 anni e 31 giorni).[83]
- Più giovane calciatore di sempre a raggiungere le 100 partite in Serie A (19 anni e 49 giorni).
- Più giovane calciatore di sempre a raggiungere le 200 partite in Serie A (21 anni e 361 giorni).

## Palmarès

### Club

#### Competizioni nazionali
- Supercoppa italiana: 1

Milan: 2016
- Campionato francese: 4

Paris Saint-Germain: 2021-2022, 2022-2023, 2023-2024, 2024-2025
- Supercoppa francese: 3

Paris Saint-Germain: 2022, 2023, 2024
- Coppa di Francia: 2

Paris Saint-Germain: 2023-2024, 2024-2025

#### Competizioni internazionali
- UEFA Champions League: 1

Paris Saint-Germain: 2024-2025

### Nazionale
- Campionato d'Europa: 1

Europa 2020

### Individuale
- Gazzetta Sports Awards: 1

Categoria Exploit: 2016
- Golden Boy: 1

Miglior italiano under 21: 2019
- Gran Galà del calcio AIC: 2

Squadra dell'anno: 2020, 2021
- Premi Lega Serie A: 1

Miglior portiere: 2020-2021
- Miglior portiere del campionato d'Europa: 1

Europa 2020
- Miglior giocatore del campionato d'Europa: 1

Europa 2020
- XI All Star Team del campionato d'Europa: 1

Europa 2020
- Trofeo Jašin: 1

2021
- FIFA FIFPro World XI: 1

2021
- Miglior portiere dell'anno IFFHS: 1

2021
- Squadra maschile dell'anno IFFHS: 1

2021
- Globe Soccer Awards: 1

Miglior portiere dell'anno: 2021
- Trophées UNFP du football: 2

Miglior portiere della Ligue 1: 2022, 2024
- Squadra della stagione della UEFA Champions League: 1

2024-2025